# Philippe V (roi de Macédoine)
Pour les articles homonymes, voir Philippe V.
Philippe V (en grec ancien Φίλιππος / Philippos), né en 238 et mort en 179 av. J.-C., est un roi de Macédoine de la dynastie des Antigonides. Les premières années de son règne marquent l'apogée de la Macédoine hellénistique avec sa victoire lors de la guerre des Alliés contre la Ligue étolienne et lors de la première guerre macédonienne contre Rome pour le contrôle de l'Illyrie. Il s'engage ensuite dans la première guerre crétoise contre Rhodes, à laquelle se joint Pergame. Ce conflit amène les Romains à intervenir une nouvelle fois : Philippe est vaincu à l'issue de la deuxième guerre macédonienne à la bataille de Cynoscéphales en 197, marquant le déclin inexorable du royaume de Macédoine malgré la mise en œuvre de profondes réformes économiques et sociales.

## Biographie

### Philippe au début de son règne

#### Le problème des sources
On peut considérer Philippe comme étant le personnage essentiel des vingt premiers livres des Histoires de Polybe, repris ensuite par Tite-Live. Mais le texte n'est tout de même pas sans poser certains problèmes. En effet, son parti pris pro-achéen semble parfois guider ses réflexions. Aussi présente-t-il d'abord Philippe comme un jeune roi énergique et soucieux du bien des Grecs, tant qu'il reste l'allié des Achéens. Mais lorsque la discorde s'installe entre Philippe et la Ligue achéenne, Polybe noircit soudainement son image en expliquant ce retournement par un brusque changement de mentalité du roi. En dépit de cette remarque, il semble judicieux de faire confiance en l'objectivité de Polybe.

#### L'accession au pouvoir
En 229 av. J.-C., à la mort de son père Démétrios II, Philippe, âgé de 9 ans, est trop jeune pour assumer la réalité du pouvoir. L'Assemblée des Macédoniens désigne Antigone III Doson, son cousin, comme régent. Ce dernier obtient le titre royal en 227. Antigone se conduit loyalement et institue par ailleurs un conseil de régence au sein duquel Apellès exerce sur le jeune roi une influence néfaste. L'ambitieux conseiller et ses amis sont éliminés en 218. Antigone laisse à Philippe une Macédoine qui a réussi à étendre sa domination dans le Péloponnèse à la faveur de la guerre de Cléomène au cours de laquelle il a soutenu la Ligue achéenne contre Sparte. Sentant sa fin proche, Antigone a confié Philippe à la garde de tuteurs et l'envoie dans le Péloponnèse nouer relation avec Aratos de Sicyone, le chef des Achéens. Philippe lui succède au printemps 221 à l'âge de 17 ans. Homme d'action à la remarquable intelligence politique, Philippe possède néanmoins un tempérament excessif et colérique qui l'entraîne à prendre des décisions inconsidérées.

#### Philippe et la guerre des Alliés
Certains États grecs souhaitent profiter du jeune âge de Philippe pour s'étendre aux dépens de la Ligue achéenne qui est désormais toute-puissante dans le Péloponnèse. Les Étoliens lancent ainsi diverses opérations en Phocide et en Béotie. Philippe réunit à l'automne les membres de la Ligue hellénique (restaurée par Antigone III Doson) à Corinthe où il décide d'une déclaration de guerre contre la Ligue étolienne à laquelle se joint bientôt Sparte. La jeunesse du roi fait dire à Polybe que sa conduite a été dictée par Aratos de Sicyone. L'un des motifs de la guerre est aussi de soustraire le sanctuaire de Delphes à l'influence étolienne, ce qui confère à ce conflit une dimension sacrée.
La guerre des Alliés (220-217), qui tourne à l'avantage des Macédoniens, s'avère être un conflit long et cruel. Elle est marquée par le sac du sanctuaire fédéral de Dodone en Épire par les Étoliens, puis en représailles par celui du sanctuaire fédéral de Thermos en Étolie par les Macédoniens. Philippe, que les Étoliens ont sous-estimé, démontre ses talents de stratège en prenant Thèbes de Phthiotide, place essentielle des Étoliens. La paix est signée à Naupacte à l'été 217 grâce notamment à l'entremise des ambassadeurs de Ptolémée IV. Les Étoliens perdent des places fortes mais conservent leur influence à Delphes.

### Philippe contre Rome

#### Philippe et la question illyrienne

L'Illyrie vers -220

En 217 av. J.-C., Philippe, qui vient d'apprendre la victoire d'Hannibal au lac Trasimène, se tourne vers l'Illyrie dont Démétrios de Pharos (qui devient son conseiller) vient d'être chassé par les Romains à l'issue de la deuxième guerre d'Illyrie. Les affaires illyriennes sont déjà intervenues dans la politique macédonienne : vers 220, le stratège de Corinthe, Taurion, a fait franchir l'isthme aux Illyriens, alors occupés à pirater dans les Cyclades, afin de nuire aux Étoliens,. Philippe dirige une expédition en Illyrie prétextant que le dynaste Scerdilaidas ait rejoint la cause des Étoliens et mené des incursions en Macédoine. Polybe écrit que le roi a pour projet de débarquer ensuite en Italie pour se joindre à Hannibal ; mais cette thèse parait tout à fait discutable. Il fait construire une flotte légère afin de faire débarquer ses troupes pour s'attaquer à Apollonie alors sous protectorat romain (hiver 217). L'opération échoue piteusement alors que des renforts romains s'approchent. Philippe regagne alors la mer Égée mais espère toujours pouvoir étendre ses ambitions en Illyrie.

#### Philippe et la première guerre macédonienne (214-205)
En 215 av. J.-C., Philippe (conseillé par Démétrios de Pharos) prend l'initiative de conclure une alliance avec Hannibal dont la victoire contre les Romains paraît inéluctable depuis la bataille de Cannes dans le cadre de la deuxième guerre punique. Le traité stipule que Macédoniens et Carthaginois s'allient contre les Romains, Philippe ayant pour objectif d'annexer l'Illyrie une fois que les Romains seraient vaincus, alors que les Carthaginois n'apportent aucune aide militaire. Il s'avère enfin que Philippe ne manifeste pas d'ambition en Italie à l'image de celle de Pyrrhos.
Mais Philippe est retenu par des opérations dans le Péloponnèse. Des troubles sociaux ont en effet éclaté en Messénie et le roi prend le parti des révoltés qui lui offrent la citadelle de l'Ithômé même si Aratos, chef des Achéens, parvient à le dissuader de poursuivre dans cette voie. Démétrios de Pharos périt dans une tentative de prise de la citadelle, tandis que Philippe en personne échoue également. La Messénie passe dès lors dans le camp des Étoliens, marquant une distension des rapports avec la Ligue achéenne et le déclin de la Ligue hellénique. Philippe peut commencer sa campagne en Illyrie en 214 en attaquant Oricum et Apollonie ; mais il est surpris par les troupes du préteur Laevinus et contraint de fuir par voie terrestre après avoir fait brûler sa flotte. Cet échec n'empêche pas Philippe de conduire vers 212 une nouvelle expédition et d'occuper Lissos (évacuée vers 209), menaçant de nouveau le protectorat romain. Si l'Antigonide s'est engagé à faire passer une armée en Italie, il n'a rien fait pour tenir ses promesses éventuelles.
La politique hasardeuse de Philippe dans le Péloponnèse a dressé contre lui un front antimacédonien (et antiachéen) qui profite à la Ligue étolienne qui a forgé une alliance avec Attale, roi de Pergame, qui pourrait s'être traduite par une collaboration navale. Logiquement, les Romains trouvent à leur tour des alliés en concluant un traité avec les Étoliens en 212, représentant la première intervention directe des Romains dans les affaires grecques. Le traité, établi à Rome, stipule que les Étoliens doivent attaquer les Macédoniens sur terre et les Romains sur mer, tandis que les Étoliens recevraient les conquêtes territoriales et les Romains le reste du butin. Leurs alliés (Lacédémoniens, Éléens, Illyriens, Pergaméniens) ont la liberté d'adhérer ou pas à cette alliance. Les Romains interviennent contre les alliés grecs de Philippe : ils prennent Égine qui est mise en vente par les Étoliens au profit de Pergame. Le conflit, confus, s'étend à tous les alliés des belligérants. Philippe pousse par exemple Prusias de Bithynie à intervenir contre Pergame, alors qu'Attale est stratège des Étoliens en 209. Le roi de Macédoine est sur tous les fronts en luttant avec énergie pour protéger ses alliés (Achéens, Béotiens, Eubéens, Phocidiens, Thessaliens et Épirotes, etc.). Les tentatives de pourparlers lancées par les Rhodiens et les Lagides (dont cette guerre nuit à la puissance commerciale) n'aboutissent pas. Il remporte une victoire contre les Romains alors qu'ils pillent la région entre Sicyone et Corinthe. Soutenu par les Achéens, il tente ensuite de s'emparer d'Élis et manque d'être tué. Il est contraint alors de rentrer en Macédoine à cause de la menace (supposée) des Dardaniens. Peu après, il parvient à chasser les Étoliens qui bloquaient le défilé des Thermopyles et à vaincre Attale qui venait de s'emparer d'Oponte. Dans le même temps, les Spartiates sont vaincus par les Achéens de Philopœmen à Mantinée.
L'année 207 est donc plutôt favorable à Philippe, même si aucun combat décisif n'a été engagé contre les Romains qui commencent à se désengager, laissant les Étoliens à leur sort. En 206, Philippe marche sur Thermos, la capitale fédérale de la Ligue étolienne, obligeant celle-ci à conclure un traité aux conditions sévères : les Étoliens sont expulsés de Thessalie et de la mer Égée. Cette paix séparée va à l'encontre du traité conclu en 212 avec les Romains. Ceux-ci tentent en vain de lancer les Étoliens dans une nouvelle guerre et décident d'intervenir en faisant débarquer une armée en Illyrie. Philippe réagit en marchant contre les Romains mais la confrontation est évitée, faisant place à des négociations rapidement expédiées, sachant que la priorité des Romains reste la lutte contre Hannibal. Le traité de Phœnicè de 205 est à l'avantage de Philippe qui reçoit une partie du protectorat romain d'Illyrie. Le traité de paix concerne également l'ensemble de leurs alliés respectifs, mais rien ne prouve que Rome soit censée secourir ses alliés en cas de violation du traité. Certains historiens modernes considèrent que ce traité n'est qu'une trêve dans un conflit à long terme, une trêve contenant assez d'équivoques pour que les Romains puissent intervenir contre la Macédoine. Quoi qu'il en soit, Philippe sort vainqueur de cette guerre, ayant considérablement affaibli les Étoliens (alors plongés en pleine crise sociale) et s'étant étendu en Illyrie avec l'obtention d'un débouché sur la Mer Adriatique. Les Romains, qui sont d'abord intervenus pour faire face à une coalition entre Philippe et Hannibal, délaissent pour un temps les affaires d'Europe ; mais les ambitions de Philippe en Méditerranée orientale, foyer traditionnel des conflits entre États hellénistiques, ramènent à nouveau les Romains en Grèce.

#### Philippe et la guerre crétoise (205-200)
Une fois la paix de Phœnicè conclue avec les Romains en 205 av. J.-C., Philippe, dont le tempérament aux dires de Polybe devient de plus en plus orgueilleux et brutal, manifeste des ambitions en Méditerranée orientale, inquiet de l'expansion séleucide sous Antiochos III tout autant que de la puissance navale de Rhodes et Pergame. En Grèce, le roi des Macédoniens, qui a tendance à soutenir les mouvements démocratiques contre les oligarchies, se voit reprocher son despotisme, même de la part de ses alliés de la Ligue achéenne.
Afin de financer une flotte de guerre, il lance des opérations de piraterie en mer Égée, confiées à l'Étolien Dicéarque. À cette époque les Rhodiens, qui assurent la police maritime, mènent la Première guerre crétoise contre les pirates de Crète, ancien protectorat macédonien qui s'est émancipé. Philippe charge alors Dicéarque, et son autre conseiller Héraclide de Tarente, de soutenir les Crétois auxquels se sont joints des pirates spartiates sous Nabis. Il forme alors une alliance avec Antiochos III contre Ptolémée V et attaque les territoires alliés aux Lagides et de Rhodes en Thrace et autour de la Mer de Marmara, dont Cios qui est offerte à Prusias de Bithynie. Il conquiert ensuite Lysimachia et Chalcédoine, membres de la Ligue étolienne, mettant fin définitivement à son alliance avec les Étoliens qui appellent en vain les Romains à l'aide, le Sénat prétextant la paix séparée de 206,. Sur la route du retour, la flotte de Philippe fait halte dans l'île de Thasos qui accepte de se rendre aux Macédoniens à la condition de pouvoir rester indépendante. Les habitants ouvrent alors les portes de leur cité ; mais une fois à l'intérieur, Philippe ordonne la mise en esclavage de tous les citoyens et autorise le pillage de la cité. Cette trahison fait dire que les opérations menées par Philippe s'apparentent à du brigandage pur et simple.
Au cours de l'hiver 203-202, Philippe conclut un traité avec Antiochos III afin de se partager des territoires détenus par le jeune roi Ptolémée V. Un partage de la totalité de l'empire lagide parait néanmoins exagéré,. Le plan aurait plutôt prévu que Philippe fasse main basse sur les possessions lagides du littoral d'Asie Mineure tandis qu'Antiochos aurait les coudées franches en Cœlé-Syrie. Une fois ce traité (vraisemblablement secret) conclu, Philippe attaque les territoires ptolémaïques en Thrace, puis sa flotte prend Samos en capturant la flotte égyptienne et fait le siège de Chios. Philippe projette d'utiliser les îles du Nord de la mer Égée comme base de son avancée vers l'Ionie. À Ladè, au large de Milet, il remporte une victoire navale contre les Rhodiens qui dès lors forment une alliance avec Pergame, à laquelle se joignent Cyzique et Byzance. Philippe décide de marcher contre Pergame et ravage son arrière-pays, montrant son impiété proverbiale en détruisant des sanctuaires. Du côté séleucide, cette politique commence à poser problème et Zeuxis, le stratège d'Anatolie, refuse de venir en aide à Philippe qui se tourne alors vers Chios. Mais la flotte macédonienne est vaincue par la coalition à la bataille de Chios en 201, mettant fin à ses ambitions thalassocratiques. Philippe passe alors en Carie, dont une partie est déjà sous tutelle antigonide, tentant de faire main basse sur les territoires contrôlés par les Rhodiens. Mais ces derniers, avec les Pergamiens, parviennent à bloquer la flotte macédonienne à Bargylia contraignant Philippe à hiverner dans un pays dépourvu de ressources.
La campagne de 201 s'achève donc sur un insuccès dont les conséquences s'avèrent sévères pour la Macédoine : Attale en sort renforcé tandis que les alliés rhodiens et pergamiens font appel aux Romains à travers une ambassade, alors que la deuxième guerre punique vient de s'achever sur leur victoire. Philippe tient en effet toujours les Détroits tandis que Rhodes a perdu ses possessions continentales, alors même que leurs protecteurs lagides, sous Ptolémée V, ont fort à faire contre Antiochos III qui occupe la Cœlé-Syrie. Au printemps 200, Philippe parvient à s'échapper de Carie pour retourner en Macédoine (sans son armée). De là, il décide d'appuyer les Acarnaniens contre Athènes, y voyant l'occasion de reprendre pied au Pirée perdu sous Antigone III Doson. Mais une flotte rhodienne et pergamienne, lancée à la poursuite du roi, parvient au large d'Égine à reprendre aux Macédoniens les navires pris aux Athéniens. Attale et les Rhodiens sont reçus triomphalement par les Athéniens qui déclarent la guerre à Philippe. C'est dans ce contexte que le Sénat romain décide d’intervenir en adressant à Philippe un premier ultimatum en 200 par l'intermédiaire d'une ambassade dépêchée à Athènes. Les Romains enjoignent à Philippe de ne s'attaquer à aucun État grec tandis qu'il lui est fait grief des torts faits à Pergame. Le stratège macédonien évacue alors l'Attique pour informer son roi. Rome se place désormais en protectrice de la Grèce contre Philippe qui devient l'agresseur. Les opérations de l’armée romaine commencent dès l'automne 200, marquant le début de la deuxième guerre macédonienne.

#### Les causes de la deuxième guerre de Macédoine

Le monde grec durant la deuxième guerre macédonienne.

L'ambassade romaine auprès de Philippe est conduite par C. Claudis Nero, le vainqueur du Métaure, P. Sempronius Tuditanus, le négociateur du traité de Phœnicè et du jeune M. Aemilius Lepidus. Ils parviennent à Athènes en 200 av. J.-C. où ils rencontrent Attale et ses alliés rhodiens. Peu après, la cité est victime d'une attaque des Macédoniens ; c'est à ce moment-là que les trois légats rencontrent Nicanor, le stratège de Philippe, lui enjoignant d'informer son roi de ne plus s'attaquer aux Grecs. Il ne s'agit donc pas encore d'une déclaration de guerre mais bien d'un ultimatum. Sur ces entrefaites, Nicanor retourne en Macédoine, tandis que les légats partent en mission en Orient afin d'intervenir dans la cinquième guerre de Syrie entre Antiochos III et Ptolémée V. Mais Philippe se conduit de manière inconsidérée. Il enclenche en effet une nouvelle invasion de l'Attique ainsi que des opérations en Thrace et sur les Détroits hellespontiques en faisant le siège d'Abydos. Pendant ce siège en octobre 200, Aemilius Lepidus renouvelle l'ultimatum du Sénat, en plus de lui signifier qu'il ne doit pas s'en prendre aux possessions ptolémaïques. Au même moment, une armée romaine débarque en Illyrie, ce qui reviendrait à penser que la déclaration de guerre votée par les Comices date de l'été 200 soit avant même la rencontre d'Abydos.
Les motifs officiels de l'entrée en guerre de Rome, qui affiche son « désintéressement », sont connus : empêcher Philippe de faire la guerre à aucun État grec, arbitrer les requêtes de Rhodes et Pergame, faire respecter l'intégrité des possessions ptolémaïques. Il apparaît néanmoins que les principaux protagonistes romains de la deuxième guerre sont les mêmes que ceux de la première, tendant à prouver qu'ils cherchent à jouer le « match retour » contre les Macédoniens. Pour Tite-Live, cette deuxième guerre serait ainsi la continuité de la première, le traité de Phœnicè n'étant qu'une trêve dont les arrangements auraient pu servir de casus belli aux Romains. Par ailleurs, la fin de la deuxième guerre punique rendent disponibles d'importants effectifs de vétérans peu enclins à entrer dans une Italie dévastée par la guerre, alors que pour les grands personnages cette guerre apparaît comme un moyen de faire progresser leur carrière politique. La nouvelle guerre de Macédoine, tournant historique de la période hellénistique, marque finalement le début de l'impérialisme romain en Grèce.

#### Philippe contre Flamininus (200-197)
Philippe rejette aussitôt l'ultimatum des Romains à Abydos, sans que l'on sache si cette décision est un calcul politique ou une réaction de colère ; peut-être pense-t-il qu'il s'agit d'un bluff des Romains ? Il s'empare de la cité dont les habitants préfèrent se suicider que de tomber entre les mains des Macédoniens. Il retourne ensuite en Macédoine, au moment où le consul Sulpicius débarque près d'Apollonie d'Illyrie. Dans le même temps, les légats romains obtiennent la neutralité d'Antiochos III, mettant à mal le pacte entre Antigonides et Séleucides. La Macédoine apparaît donc isolée en cette heure : les Achéens sont davantage soucieux de lutter contre Nabis et restent dans une forme de neutralité (avant de rejoindre le parti romain), tandis que la Ligue hellénique ne réagit guère. Les Romains disposent de la supériorité maritime mais manquent, pour le moment, d'appuis en Grèce, excepté les « barbares » illyriens et dardaniens, ennemis naturels de la Macédoine.
Les premières opérations s'avèrent confuses : Philippe est battu une première fois à Ottolobus, puis se retire en Illyrie. Mais il parvient à empêcher Sulpicius d'exploiter son relatif succès et d'envahir la Macédoine par l'Ouest à la fin 199. Il repousse par ailleurs les Étoliens de Thessalie et les Dardaniens de Péonie. Cette campagne convainc tout de même les Étoliens de s'allier avec les Romains.
L'élection au consulat de Flamininus change considérablement la donne. Jeune (il n'a pas 30 ans), philhellène (qu'il soit sincère ou non), il amorce une politique plus sévère envers la Macédoine, considérée comme l'« ennemie des Grecs ». Il enrôle de nombreux vétérans de la deuxième guerre punique et débarque en Illyrie à Corcyre en 198 av. J.-C. À l'initiative des Épirotes, il rencontre Philippe V qui estime probablement pouvoir traiter avec les Romains comme il l'a fait à Phoenicé en 205. Mais Flamininus, au nom du Sénat, lui signifie qu'il durcit les conditions de l'ultimatum : les Macédoniens doivent en effet abandonner toutes les places qu'ils occupent en Grèce, dont celles de Thessalie, sous leur tutelle depuis Philippe II de Macédoine, laissant à penser que les Romains prônent désormais la « liberté de la Grèce » et non plus seulement la « paix en Grèce ». Philippe rejette la proposition romaine, entrainant la réaction de Flamininus qui marche contre lui et le défait à la bataille de l'Aoos en avril 198.
Philippe se retire alors précipitamment en Thessalie qui est envahie par les Romains et les Étoliens. Il pratique la tactique de la terre brûlée tandis que les places fortes macédoniennes résistent, les Romains ne s'attardent donc pas. À l'été 198, les Romains s'avancent vers le golfe de Corinthe. Les flottes de Rhodes et Pergame, qui ont auparavant échoué à prendre Chalcis en Eubée, font leur jonction avec la flotte romaine dans le golfe Saronique. Cette démonstration de force fait qu'un parti antimacédonien se développe parmi la Ligue achéenne, alors que son chef, Philopœmen est parti guerroyer en Crète. Après une rencontre avec les Romains à Sicyone, les Achéens choisissent de quitter l'alliance avec la Macédoine, seules quelques cités (Argos qui accueille une garnison macédonienne, Mégalopolis, Dymes) lui restant fidèles. L'alliance formelle avec les Romains vient entre 196 et 192. Dans le même temps, les Épirotes rejoignent également le parti romain mais restent prudents. Forts de ces ralliements, les Romains entreprennent le siège de Corinthe. Cette opération s'avère un échec. Pour autant, l'année 198 s'achève dans la difficulté pour les Macédoniens, contraignant Philippe à traiter.
La nouvelle rencontre entre Philippe et Flamininus a lieu en Locride au mois de novembre en présence d'Attale de Pergame. Flamininus réclame l’évacuation des garnisons macédoniennes en Grèce, la remise des prisonniers et des déserteurs et le retour des territoires d'Illyrie anciennement sous protectorat romain, tandis qu'une trêve de deux mois est conclue. Philippe fait des propositions sur les places qu'il veut bien céder. Mais les alliés réussissent à convaincre le Sénat que Philippe reste une menace pour les Grecs alors qu'il conserve Démétrias, son arsenal, Chalcis et Corinthe, « les entraves » de la Grèce. L'ambassade macédonienne dépêchée au Sénat est vaine : les pourparlers sont rompus, la guerre de Flamininus, et de ses soutiens, peut reprendre.
Début 197, Philippe perd ses derniers alliés : Nabis, le tyran de Sparte, auquel il a confié la garde d'Argos (qui subit son despotisme), choisit le camp romain, malgré l'avis défavorable d'Attale, et conclut une trêve avec les Achéens. La Ligue béotienne se rallie après que 2 000 légionnaires arrivent à Thèbes.
Philippe comprend au retour de l'ambassade auprès du Sénat que Flamininus a cherché à gagner du temps et que la guerre est inéluctable. Il cherche à vaincre les Romains en une seule bataille mais ne monte qu'une armée de fortune composée de 25 000 hommes, dont certains n'ont que 16 ans, alors que les Romains alignent près de 35 000 hommes dont des vétérans de la deuxième guerre punique et de nombreux alliés grecs, dont 6 000 Étoliens. Le proconsul marche alors vers la Thessalie. Les deux armées se rencontrent en juin 197, près de Phères, inopinément au pied des collines dites « Têtes de chien ». La bataille de Cynoscéphales est confuse, la phalange macédonienne parvenant à infliger de lourdes pertes aux légionnaires romains. Mais l'un des flancs de Philippe n'est pas déployé et se voit enfoncé par les Romains. La manœuvre d'un officier subalterne anonyme qui ordonne d'attaquer le flanc presque intact des Macédoniens donne la victoire aux Romains. Philippe fuit le champ de bataille à la tête de ses Compagnons.
Cette défaite désastreuse n'est pas la seule déconvenue pour les Macédoniens en 197. Les Achéens, qui ont tenté sans succès de prendre l'Acrocorinthe, parviennent à les battre en rase campagne. Lucius Quinctius, le frère de Flamininus, défait les Acarnaniens, derniers alliés de Philippe. Les Rhodiens font la reconquête de la Pérée rhodienne en Carie. Enfin, les Dardaniens menacent une nouvelle fois la Macédoine mais finissent par être repoussés, seule victoire à mettre au crédit de Philippe.

#### Philippe et la paix romaine
Philippe cherche alors à conclure une paix à laquelle consent Flamininus. La conférence se tient dans la vallée de Tempé, au sud du Mont Olympe, en 196. Les conditions imposées à Philippe sont très sévères mais celui-ci les accepte toutes :
- abandonner toutes les places fortes en Grèce et en Asie Mineure ;
- livrer les navires pris aux Romains, Rhodiens et Pergamiens ;
- restaurer les monuments détruits dans le royaume de Pergame (sur lequel règne désormais Eumène II) ;
- restituer tous les prisonniers ;
- donner en otage son fils Démétrios.

Un armistice de deux mois est par ailleurs conclu contre le paiement d'une caution de 200 talents. Le Sénat et les Comices ratifient le traité, non sans rendre les conditions plus dures encore. Philippe doit en effet :
- livrer la flotte macédonienne ;
- payer une indemnité de guerre de 1 000 talents (que les Romains finissent par ne plus réclamer).

Enfin, rien n'indique que Philippe ait contracté une alliance officielle avec les Romains, même s'il collabore avec eux dans les années suivantes contre Antiochos III.
En 194, à l’initiative de Flamininus, les Romains évacuent complètement, mais provisoirement, la Grèce. Bientôt la guerre antiochique les ramène en Grèce, tandis que Persée, le fils de Philippe, déclenche la troisième guerre macédonienne (172-168) qui voit sa défaite à la bataille de Pydna. La Macédoine est transformée en province romaine à l'issue d'une quatrième guerre en 146.

### Philippe à la fin de son règne

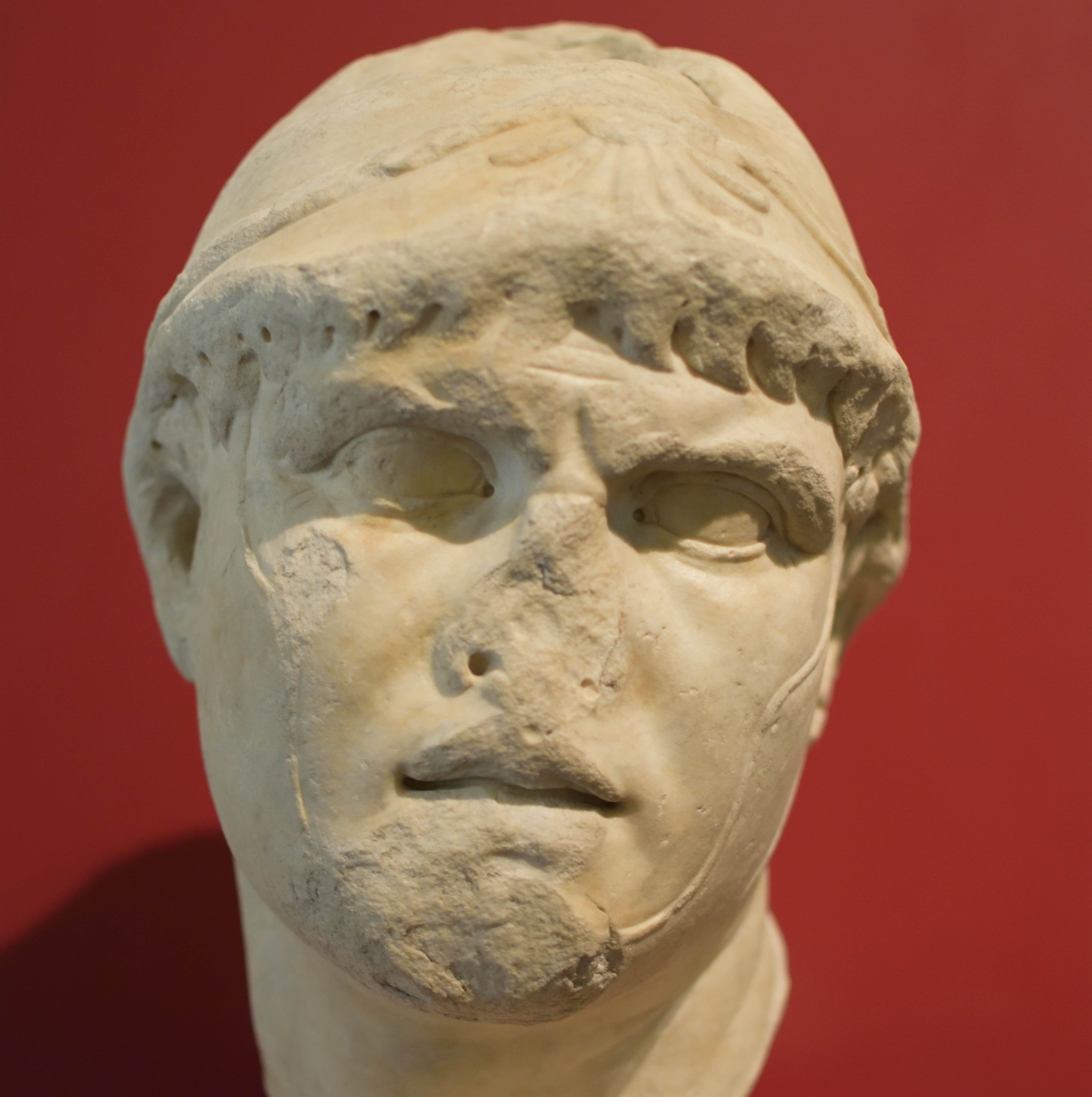
Buste censé représenter Philippe V, copie romaine datée du règne d'Hadrien d'après un original grec du

#### La restauration du royaume
Dans les années qui suivent, Philippe se comporte en allié de Rome en participant à la campagne contre Antiochos III durant la guerre antiochique. Il opère la jonction entre son armée et les Romains en Thessalie en 192 av. J.-C. ; il dirige des opérations contre l'armée séleucide mais ne participe pas (vraisemblablement car il est malade) à la bataille des Thermopyles qui voit la défaite d'Antiochos. Philippe en profite pour occuper diverses places, dont Démétrias, remettant en cause le traité de paix de 196. Il place aussi sous son contrôle les cités de Thrace prises à Antiochos (Maronée et Ainos) malgré l'interdiction romaine. Pour prix de son intervention contre Antiochos, il obtient par ailleurs la restitution de son fils Démétrios et se voit remettre une partie de l'indemnité de guerre.
Mais, déçu parce que s'estimant mal récompensé et irrité de l’hostilité constante du Sénat, Philippe entreprend peu à peu de redresser le royaume de Macédoine et de lancer des préparatifs pour une nouvelle guerre contre Rome. Polybe et Tite-Live à sa suite considèrent que la responsabilité de la troisième guerre macédonienne lui incombe, même si l'impérialisme romain peut être aussi mis en cause. Philippe, qui montre là encore son intelligence et son énergie, prend des mesures sociales et économiques, :
- augmentation des revenus fiscaux par la taxation des revenus fonciers et commerciaux (surtout maritimes) ;
- augmentation de l'exploitation minière visant à accroître l'émission monétaire ;
- autorisation du monnayage pour certaines communautés civiques (Pella, Amphipolis, Thessalonique) ou ethné (Bottiéens, Péoniens) ;
- reconstitution de la population par des mariages obligatoires, la préservation des enfants et des déplacements de Thraces en Macédoine ;
- déportation de populations depuis les cités maritimes vers l'intérieur des terres dont la Péonie.

#### Vers une nouvelle guerre de Macédoine
À partir de 186 av. J.-C., Eumène II intrigue auprès des Romains afin de reprendre les cités de Thrace occupées par Philippe, arguant que la Paix d'Apamée de 188 stipule qu'une partie de la Thrace doit revenir à Pergame. Eumène n'a pourtant aucun droit légitime sur ces places prise à Antiochos III. Philippe envoie en 183 son fils Démétrios, qui a noué des amitiés durant ses années d'otage à Rome, négocier avec le Sénat. Mais celui-ci finit, par l'intermédiaire d'une délégation conduite par Flamininus, par obtenir l'évacuation de Maronée et d'Ainos, alors que Philippe s'est lié avec Prusias de Bithynie en guerre contre Pergame. Les Thessaliens se plaignent également auprès du Sénat car une partie de leur territoire est sous tutelle macédonienne depuis la guerre antiochique ; ils obtiennent satisfaction et Philippe doit évacuer toutes ses places en Grèce, excepté Démétrias. Ces querelles territoriales, restreintes mais habilement entretenues par les adversaires de Philippe, sont le prélude à la troisième guerre de Macédoine.

#### La politique septentrionale de Philippe
La fin du règne de Philippe est marquée par sa politique à l'égard des barbares du Nord, menace constante à l'encontre de la Macédoine depuis le temps de la royauté argéade. Il cherche donc à consolider ses frontières septentrionales et à déplacer des peuples en Péonie afin de faire tampon contre les Dardaniens et les Thraces. La campagne commence en 194 av. J.-C. quand Philippe mène une expédition en Thrace sous prétexte de défendre Byzance. Il en profite pour rallier à son service les Bastarnes, une confédération de peuples celto-germains. Il dirige plusieurs expéditions entre 184 et 181 contre des peuplades thraces ; mais les Bastarnes ne s'installent en Péonie qu'en 179 au moment où le roi meurt. Son fils Persée abandonne cette politique de colonisation. Les Bastarnes se livrant à des pillages, ils finissent par être rejetés au-delà du Danube.

#### Les troubles dynastiques
Le royaume connaît à partir de 185 av. J.-C., dans le contexte des tensions avec Pergame à propos de la Thrace, des divisions entre partisans d'une politique de revanche contre les Romains et ceux d'une politique d'apaisement, ces derniers se trouvant plutôt dans les régions littorales davantage intéressées par la paix. Son fils Démétrios, qui a été otage à Rome et a conduit en 183 une ambassade auprès du Sénat afin de conserver les places en Thrace, obtient les faveurs des Romains quant à la succession royale. C'est dans ce contexte qu'ont été probablement conduites les déportations de populations du littoral vers l'intérieur des terres.
Vers 180, Persée, qui craint d'être écarté de la succession, pousse son père à faire assassiner Démétrios. La tradition romanesque issue de Polybe et des milieux antimacédoniens, fait de Persée (né d'une autre mère), un fils bâtard et Démétrios l'héritier légitime. Pour autant, Persée apparait être le successeur désigné comme en témoigne une inscription épigraphique, non datée, le qualifiant de basileus. Démétrios a donc été la victime du jeu diplomatique entre Philippe qui cherche à endormir les méfiances romaines et les Romains qui cherchent à étendre leur influence en Macédoine. Selon cette même tradition, Philippe a compris trop tard que Démétrios ne compte pas usurper le trône et que, pris de remords, il aurait désigné comme successeur un cousin, Antigone, neveu de Démétrios Kalos. Sa mort, à l'âge de 59 ans, durant l'été 179, l'aurait empêché d'accomplir ses dernières volontés. Lui succède Persée avec lequel s'achève la dynastie antigonide à l'issue de la troisième guerre macédonienne.

#### Bilan du règne
Le règne de Philippe n'est pas propice à un bilan, au contraire de celui de son contemporain Antiochos III dont le dessein, à savoir reconstituer la grandeur de l'empire séleucide, parait simple à saisir. Philippe n'est connu que par des sources romaines ou favorables à Rome (dont Polybe et Tite-Live) qui appréhendent difficilement les véritables objectifs de sa politique en Grèce. Face à un monde en refondation (victoire romaine dans la deuxième guerre punique), expansion des Séleucides, déclin des Lagides), il semble agir de manière contradictoire et impulsive, victime d'influences néfastes et de son tempérament colérique. Pour autant, après sa défaite à Cynoscéphales en 197 av. J.-C., il témoigne d'une politique clairvoyante, œuvrant au redressement économique et social du royaume de Macédoine. La responsabilité de la troisième guerre macédonienne, et la défaite finale de Persée, ne sauraient lui être complètement imputées.

### Union et descendance

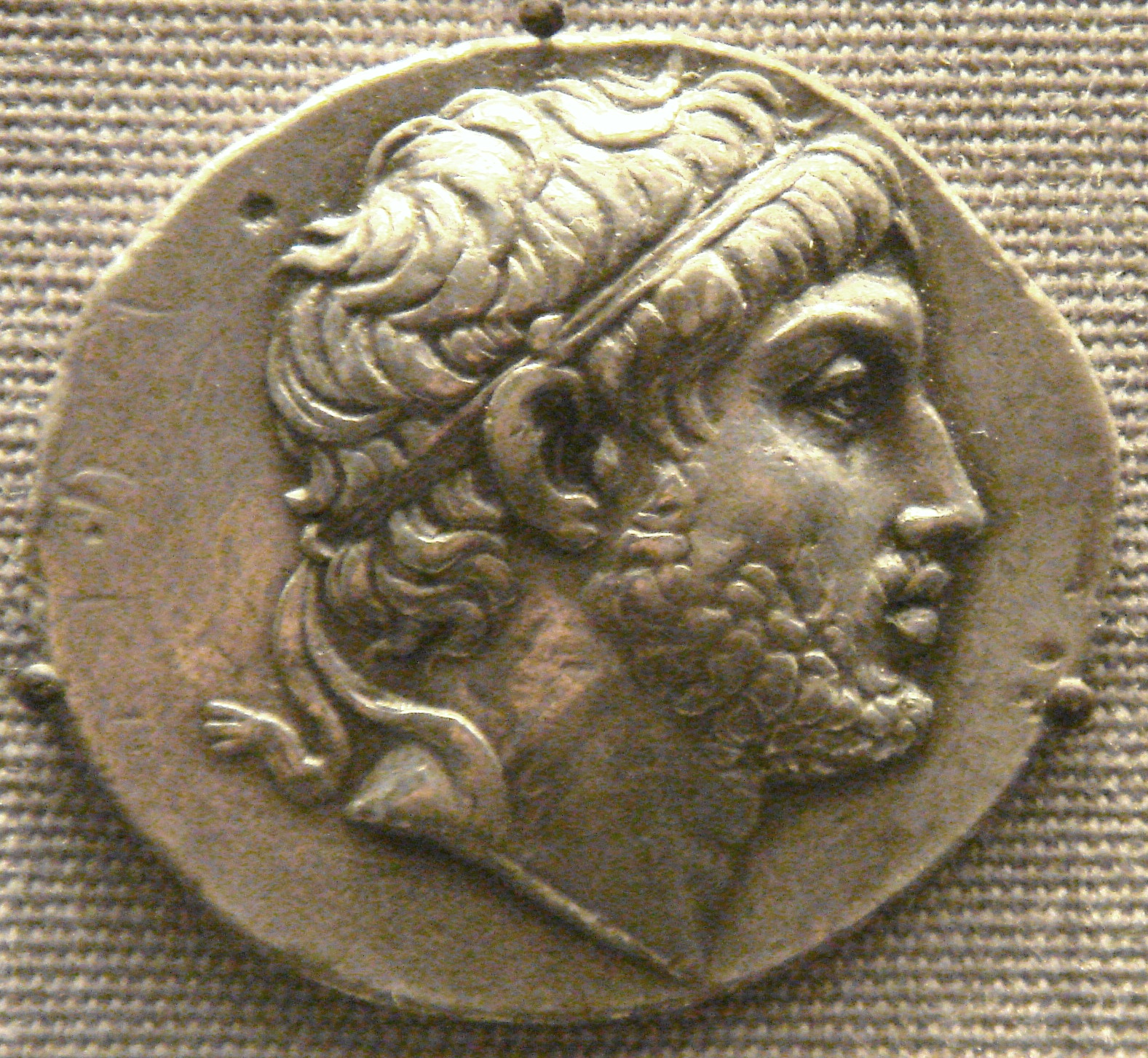
Monnaie à l'effigie de Philippe V.

Philippe a eu deux épouses, à moins que l'une d'elles n'ait été une concubine – son nom, quoi qu'il en soit, nous est inconnu. Vers 213 av. J.-C., il a épousé Polycrateia, à l'origine mariée au fils d'Aratos de Sicyone. Elle ne lui aurait donné qu'un seul enfant, Persée, roi de Macédoine de 179 à 167. Son autre épouse (ou concubine) lui aurait donné cinq enfants, dont:
- Démétrios, assassiné sur ordre de son père vers 180 av. J.-C. ;
- Philippe, adopté par Persée, mort durant sa captivité ;
- Apama IV, mariée à Prusias II de Bithynie ;
- Une fille, de nom inconnu, qui épouse un prince thrace, Térès.